# صموئيل توماس الكسندر
صموئيل توماس الكسندر (بالإنجليزية: Samuel Thomas Alexander)‏ هو سياسي أمريكي، ولد في 29 أكتوبر 1836 في Hanalei, Hawaii ‏ في الولايات المتحدة، وتوفي في 10 سبتمبر 1904 في أفريقيا. نشط حزبياً في Independent (Kuokoa) Party ‏.